# Geiami
Geiami (jap. 芸阿弥), znany też jako Shingei (jap. 真芸); ur. 1431, zm. 1485 – japoński artysta tworzący w okresie Muromachi.

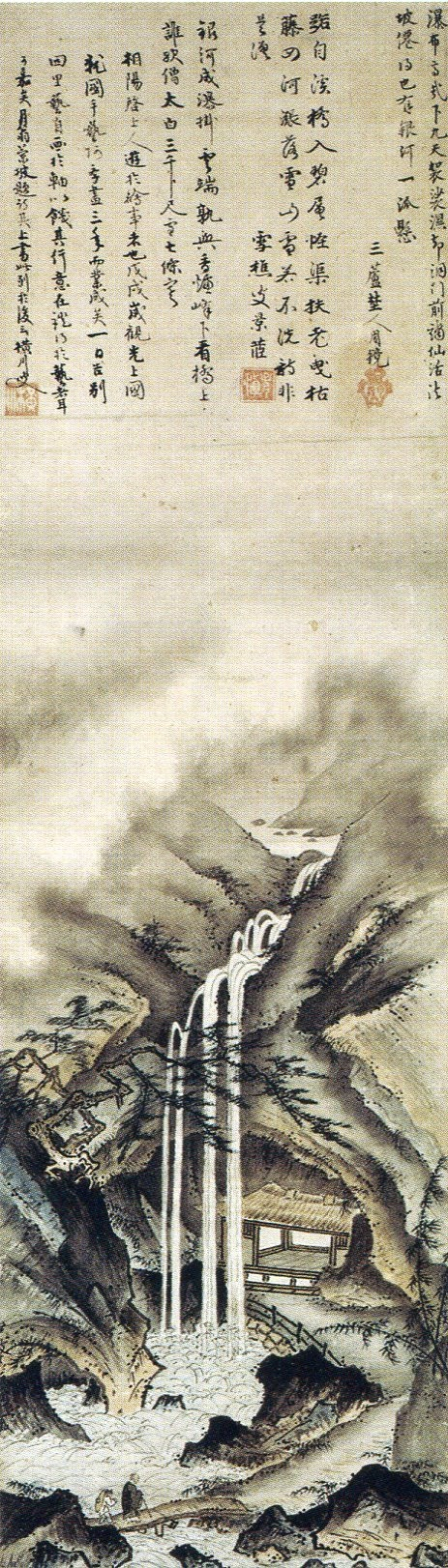
Geiami, Widok wodospadu

Pochodził z uzdolnionej artystycznie rodziny, sztuką zajmował się jego ojciec Nōami, a później syn Sōami. Tworzył malarstwo tuszem w stylu suiboku, pisał także wiersze renga i był mistrzem ceremonii herbaty. W jego obrazach widoczny jest wpływ chińskich mistrzów okresu Song, Xia Guia i Ma Yuana. Geiami był dōbōshū na dworze siogunów Ashikaga i sporządził katalog dzieł znajdujących się w dworskiej kolekcji.